# Новомихайловська сільська рада (Александровський район)
Новомиха́йловська сільська рада (рос. Новомихайловский сельский совет) — сільське поселення у складі Александровського району Оренбурзької області Росії.
Адміністративний центр — село Новомихайловка.

## Населення
Населення — 602 особи (2019; 670 в 2010, 800 у 2002).

## Склад
До складу сільської ради входять:
| Населений пункт      | Населення, осіб (2002) | Населення, осіб (2010) |
| -------------------- | ---------------------- | ---------------------- |
| Актиново, село       | 120                    | 98                     |
| Ісянгільдіно, село   | 339                    | 297                    |
| Новомихайловка, село | 341                    | 275                    |